# فاتسيايانا
فاتسيايانا هو أسم فيلسوف هندي قديم، اشتهر بكتابة كاماسوترا Kuma sutra، أقدم كتاب في العالم، يتحدث عن السلوك الجنسي لدى الإنسان. عاش في الهند خلال القرن الثاني أوالثالث ب.م (بعد الميلاد)، على الأرجح في مدينة باتاليبوترا Pataliputra (مدينة باتنا المعاصرة).
ينبغي التمييز بينه وبين باكسيلاسفامِن فاتسيايانا، مؤلف كتاب نيايا سوترا باشيا، وهو أول نقد محفوظ عن نيايا سوتراس لغوتاما. أحياناً، يتم الخلط بينه وبين اسم مالانجا على نحو خاطئ، الشاعر الملهم لبني آسورا، والذي يُنسب إليه أصل علم الإثارة.

## السيرة الذاتية
بالكاد نعرف شيئاً عن فاتسيايانا، على الرغم من إنه يُعتقد أن أتباعه ساروا حسب توجيهاته بناءاً على طلب من ملوك الهندوس في جبال الهملايا، للتأثير على القبائل التي تسكن المرتفعات، بترك العبادة الوثنية المتمثلة بتقديم القرابين. يُقال بأنه ابتدع خرافة تارا Tara كآلهة التانترا بين القبائل التي تسكن المرتفعات. لاحقاً بعد انتشار العبادة في تلال غارو الشرقية، تم إنشاء الوثيقة الإلهية لآلهة «يوني» كاماخايا.
تم تدوين اهتمامه في السلوك الجنسي لدى الإنسان كوسيلة لبلوغ الروحانية في دراسته عن كاماسوترا.

هذا ما كتبه عن نفسه في نهاية كتاب كاما سوترا:
بعد قراءة وتأمل أعمال بابهرافيا، وغيره من المؤلفين القدماء والتفكير ملياً بالمغزى من القواعد التي قدموها، ألّف فاتسيايانا هذه الدراسة وفقاً لمبادئ الوثيقة المقدسة لصالح العالم، بينما كان يُرشد حياة طالب في باناراس، وأُعدت كلياً للتأمل في الآلهة. لا ينبغي أن يُستخدم هذا العمل كوسيلة لأرضاء رغباتنا فحسب. الشخص المُلِم بالمبادئ الحقيقية لهذا العلم، الذي يحافظ على الدارما (الفضيلة أو الميزة الدينية) والأرثا (الثروة الدنيوية) وكاما (المتعة أو الأشباع الحسي الخاص به)، والذي لديه اهتمام بعادات الشعوب، بالتأكيد سيتمكن من السيطرة على أحاسيسه. بأختصار، الشخص الذكي والفطِن الذي سيشهد الدارما والأرثا وكذلك الكاما بدون أن يُصبح عبداً لعواطفه سينجح في كل شيء قد يفعله.
مِن المُعتقد بأنه قد عاش خلال الفترة بين القرن الأول والسادس ب.م (بعد الميلاد), وفقاً للأسس التالية: ذكر أن ملك كونتال، ساتاكارني ساتفهاني قتل زوجته ماليفاتي بأداة تسمى كاتاماري وذلك بإصابتها بعاطفة الحب. أقتبس فاتسيايانا هذه الحادثة ليُحذر الناس من الخطر الناتج عن بعض الاعراف القديمة بضرب النساء عندما يكُنَّ تحت تأثير عاطفة الاثارة.
يُعتَقد بأن ملك كونتال قد عاش وتولى الحكم، وبناءً على ذلك فأن فانتسيايانا يجب أن يكون قد عاش بعده. ومِن ناحيةٍ أُخرى، ناقش مؤلفٌ آخر، يُدعى فاراهاميهيرا، علم الحب في الفصل الثامن من كتابه بريهاتسانهيتا ويبدو أنه قد استعار الكثير من فاتسيايانا في هذا الموضوع.
يُعتقد بأن فاراهاميهيرا قد عاش خلال القرن السادس، وبناءً على ذلك، يجب أن يكون فانسيايانا قد كتب أعماله قبل القرن السادس.